# Admirals de Hampton Roads
Les Admirals de Hampton Roads sont une franchise de hockey sur glace de l'ECHL qui était basée à Norfolk en Virginie aux États-Unis. La franchise qui avait pour symbole une ancre a existé de la saison 1989 à la saison 2000.

## Historique
Hampton Roads est le nom de la région de Norfolk.
La franchise sert de club-école pour les Skipjacks de Baltimore de 1991 à 1993 et les Pirates de Portland de 1995 à 1999 de la Ligue américaine de hockey, pour les Admirals de Milwaukee en 1998-1999 de la Ligue internationale de hockey et les Capitals de Washington de 1991 à 1999, les Penguins de Pittsburgh en 1995-1996 et les Predators de Nashville en 1998-1999 de la Ligue nationale de hockey.
La franchise n'a jamais remporté de saison régulière mais a gagné à trois reprises la Coupe Kelly décernée au champion des séries éliminatoires de l'ECHL. De tous temps, l'entraîneur de l'équipe était John Brophy.

## Statistiques
| No | Saison    | PJ | V  | D  | DP | DTB | BP  | BC  | Pts | Classement           | Séries éliminatoires      |
| -- | --------- | -- | -- | -- | -- | --- | --- | --- | --- | -------------------- | ------------------------- |
| 1  | 1989-1990 | 60 | 29 | 29 | 2  | 0   | 252 | 267 | 60  | 5e place             | Défaite au premier tour   |
| 2  | 1990-1991 | 64 | 38 | 20 | 6  | 0   | 300 | 248 | 82  | 1er division Est     | Vainqueurs                |
| 3  | 1991-1992 | 64 | 42 | 20 | 0  | 2   | 298 | 220 | 86  | 2e division Est      | Vainqueurs                |
| 4  | 1992-1993 | 64 | 37 | 21 | 3  | 3   | 294 | 235 | 80  | 2e division Est      | Défaite au deuxième tour  |
| 5  | 1993-1994 | 68 | 41 | 19 | 5  | 3   | 298 | 246 | 90  | 1er division Est     | Défaite au deuxième tour  |
| 6  | 1994-1995 | 68 | 37 | 23 | 8  | 0   | 255 | 239 | 82  | 4e division Est      | Défaite au premier tour   |
| 7  | 1995-1996 | 70 | 32 | 25 | 0  | 13  | 278 | 265 | 77  | 5e division Est      | Non qualifiés             |
| 8  | 1996-1997 | 70 | 46 | 19 | 0  | 5   | 286 | 223 | 97  | 2e division Est      | Non qualifiés             |
| 9  | 1997-1998 | 70 | 32 | 28 | 0  | 10  | 222 | 225 | 74  | 4e division Nord-Est | Vainqueurs                |
| 10 | 1998-1999 | 70 | 38 | 24 | 0  | 8   | 215 | 213 | 84  | 2e division Nord-Est | Défaite au deuxième tour  |
| 11 | 1999-2000 | 70 | 44 | 22 | 0  | 4   | 241 | 198 | 92  | 3e division Nord-Est | Défaite au troisième tour |

## Logos

Logo de 1989 à 1995
Logo de 1995 à 2000